# 도네리촌 (도쿄부)
도네리촌(舎人村)은 1891년 4월 1일부터 1932년 10월 1일까지 존재했던 도쿄부 미나미아다치군의 촌이다. 현재의 아다치구에 해당한다.

## 역사
- 1889년 5월 1일 - 시정촌제 시행에 의해 4촌이 합병해 후치에촌이 성립하였다.
- 1891년 4월 1일 - 후치에촌에서 분립해 도네리촌이 성립하였다.
- 1932년 10월 1일 - 3정 6촌과 함께 도쿄시에 편입해, 아다치구가 되었다.

## 참고문헌
- 『新編武蔵風土記稿』 巻ノ137足立郡ノ3.伊興村。NDLJP:763997/45。 - 町村制施行以前の伊興村